# مارتن ماريتا
مارتن ماريتا  (بالإنجليزية: Martin Marietta)‏ هي شركة أمريكية سابقة، يقع مقرها في بيثيسدا، ماريلاند. تأسست في عام 1961 من خلال اندماج كل من شركة قلين إل مارتن وشركة أمريكان ماريتا (بالإنجليزية: American-Marietta Corporation)‏. أصبحت الشركة المندمجة رائدة في صناعة المواد الكيميائية والفضائية والإلكترونيات. في عام 1995، اندمجت مع شركة لوكهيد لتشكيل شركة لوكهيد مارتن.